# Marcel Hernández
Marcel Hernández Campanioni est un footballeur international cubain, né le 19 juillet 1989 dans la municipalité de Plaza de la Revolución à La Havane. Il joue au poste de milieu de terrain au CS Cartaginés, en prêt de la LD Alajuelense.

## Biographie

### Club
Fin 2015, Hernández intègre le Hoppers FC, club du championnat d'Antigua-et-Barbuda, avec qui il remporte le titre cette même saison. En mars 2016, il rejoint le Moca FC de la République dominicaine, mais ne reste que quelques mois avant de revenir au Hoppers FC. Moins d'un an plus tard, en janvier 2017, il revient en République dominicaine mais cette fois-ci afin de signer pour le Barcelona Atlético.

### Sélection
Il débute en sélection nationale, le 10 novembre 2010, à l'occasion d'un match de qualification pour la Coupe caribéenne des nations 2010 contre la Dominique (4-2), où il marque le 4e but de son pays. Il participe à la Gold Cup 2011 aux États-Unis mais c'est lors de la Coupe caribéenne des nations 2012 qu'il se distingue, d'abord en phase de qualification en inscrivant un quadruplé lors de la victoire 5-0 contre le Suriname, le 14 novembre 2012, puis en finale du tournoi en marquant le but victorieux face à Trinité-et-Tobago.
Non convoqué par le sélectionneur Walter Benítez pour la Gold Cup 2013, Marcel Hernández annonce sa retraite internationale le 10 novembre 2013, à seulement 24 ans.

#### Buts en sélection
| Buts en sélection de Marcel Hernández | Buts en sélection de Marcel Hernández | Buts en sélection de Marcel Hernández                      | Buts en sélection de Marcel Hernández | Buts en sélection de Marcel Hernández | Buts en sélection de Marcel Hernández | Buts en sélection de Marcel Hernández |
|                                       | Date                                  | Lieu                                                       | Adversaire                            | Score                                 | Résultat                              | Compétition                           |
| ------------------------------------- | ------------------------------------- | ---------------------------------------------------------- | ------------------------------------- | ------------------------------------- | ------------------------------------- | ------------------------------------- |
| 1.                                    | 10 novembre 2010                      | Antigua Recreation Ground, St. John's (Antigua-et-Barbuda) | Dominique                             | 4-1                                   | 4-2                                   | CAR 2010                              |
| 2.                                    | 26 mai 2011                           | Estadio Pedro Marrero, La Havane (Cuba)                    | Nicaragua                             | 1-1                                   | 1-1                                   | Amical                                |
| 3.                                    | 28 mai 2011                           | Estadio Pedro Marrero, La Havane (Cuba)                    | Nicaragua                             | 1-0                                   | 2-1                                   | Amical                                |
| 4.                                    | 14 novembre 2012                      | Dwight Yorke Stadium, Bacolet (Trinité-et-Tobago)          | Suriname                              | 1-0                                   | 5-0                                   | CAR 2012                              |
| 5.                                    | 14 novembre 2012                      | Dwight Yorke Stadium, Bacolet (Trinité-et-Tobago)          | Suriname                              | 2-0                                   | 5-0                                   | CAR 2012                              |
| 6.                                    | 14 novembre 2012                      | Dwight Yorke Stadium, Bacolet (Trinité-et-Tobago)          | Suriname                              | 4-0                                   | 5-0                                   | CAR 2012                              |
| 7.                                    | 14 novembre 2012                      | Dwight Yorke Stadium, Bacolet (Trinité-et-Tobago)          | Suriname                              | 5-0                                   | 5-0                                   | CAR 2012                              |
| 8.                                    | 16 décembre 2012                      | Antigua Recreation Ground, St. John's (Antigua-et-Barbuda) | Trinité-et-Tobago                     | 1-0                                   | 1-0 a.p.                              | CAR 2012                              |

NB : Les scores sont affichés sans tenir compte du sens conventionnel en cas de match à l'extérieur (Cuba-Adversaire).

## Palmarès

### En club
- Hoppers FC
  - Champion d'Antigua-et-Barbuda en 2015-2016[1].

### En équipe de Cuba
- Vainqueur de la Coupe caribéenne des nations en 2012.